# Namiella bistigmata
Namiella bistigmata är en sjöpungsart som beskrevs av Monniot 1968. Namiella bistigmata ingår i släktet Namiella och familjen kulsjöpungar. Inga underarter finns listade i Catalogue of Life.